# 中御門為行
中御門 為行（なかのみかど ためゆき）は、鎌倉時代後期の公卿。権中納言中御門為方の子。官位は正二位、権中納言。

## 経歴
以下、『公卿補任』、『尊卑分脈』の内容に従って記述する。
- 文永12年（1275年）1月6日、叙爵。
- 弘安元年（1278年）11月20日、従五位上に昇叙[2]。
- 弘安6年（1283年）4月5日、和泉守に任ぜられる[3]。同年7月20日、正五位下に昇叙。
- 弘安9年（1286年）閏12月29日、春宮権大進を兼ねる。
- 弘安10年（1287年）10月22日、春宮権大進を止める[4]。
- 正応元年（1288年）9月12日、和泉守を止める。
- 正応2年（1289年）6月2日、春宮権大進を兼ねる。
- 正応3年（1290年）6月8日、右衛門権佐を兼ねる。同時に検非違使宣旨を受ける。
- 正応4年（1291年）7月29日、右少弁を兼ねる。同日、右衛門権佐を去る。
- 正応5年（1292年）4月13日、春宮権大進を止める。勧学院別当となる。同年11月23日、左少弁に転任。同年12月25日、造興福寺長官に補せられる。
- 永仁2年（1294年）10月2日、南都の衆徒により放氏される。同年12月22日、放氏から解かれる。
- 永仁3年（1295年）6月23日、権右中弁に転任。同年8月5日、従四位下に昇叙。
- 永仁5年（1297年）6月7日、右中弁に転任。同年7月22日、従四位上に昇叙。同日、修理右宮城使に補される。
- 永仁6年（1298年）6月8日、左中弁に転任。同月22日、正四位下に昇叙。同年7月21日、修理左宮城使に補される。
- 正安元年（1299年）6月6日、右大弁に転任。
- 正安2年（1300年）1月5日、従三位に除される。同年3月6日、越後権守を兼ねる。同年4月7日、左大弁に転任。5月29日、造東大寺長官に補される。
- 正安3年（1301年）3月18日、左大弁を止め民部卿に任ぜられる。
- 乾元元年（1302年）12月30日、民部卿を止める。
- 嘉元元年（1303年）8月28日、参議に任ぜられる。
- 嘉元2年（1304年）3月7日、讃岐権守を兼ねる。
- 嘉元3年（1305年）9月27日、亀山法皇崩御後に素服を賜る。同年12月に除服宣下を受ける。
- 徳治元年（1306年）10月、父の為方所労により執権を譲られる。12月11日、父の為方の喪に服し同月29日、参議を辞した。
- 延慶元年（1308年）9月17日、参議に還任した。同年11月24日、恐懼に処せられる[5]。同月29日、恐懼を免除される。
- 延慶2年（1309年）1月6日、正三位に昇叙。同年3月23日、越後権守を兼ねる。同年12月9日、左兵衛督を兼ね検非違使別当となす。
- 延慶3年（1310年）3月9日、権中納言に任ぜられる。左兵衛督と検非違使別当は元の如し。7月25日、検非違使別当を辞した。8月2日、権中納言と左兵衛督を辞して従二位に昇叙された。
- 正和2年（1313年）9月20日、正二位に昇叙。
- 元応2年（1320年）、本座を許される。
- 正慶元年（1333年）9月10日、薨去。享年57。

## 系譜
- 父：中御門為方（1255-1307）
- 母：不詳
- 妻：不詳
  - 男子：中御門為宗
  - 男子：雅行